# Kish Air
Kish Air (کیش ایر) es una aerolínea con base en Teherán, Irán. Opera vuelos regulares domésticos e internacionales, tanto como chárter como vuelos regulares.

## Historia
La aerolínea fue fundada el 16 de diciembre de 1989 y comenzó a operar en 1990. Es propiedad de Kish Free Zone Organisation (79%), Kish Investment and Development (11%) y Kish Development and Servicing (10%). Tiene 303 empleados (en marzo de 2007).
Para comenzar sus operaciones de transporte de pasajeros, la aerolínea alquiló dos aviones (un Tupolev Tu-134 y un Antonov An-24) de Bulgaria Airlines. Kish Air recibió su certificado de operador aéreo (AOC) en 1990 tras demostrar su competencia a la Dirección de Aviación Civil, durante su primer año de operaciones, lo que la convirtió en la primera aerolínea privada en recibir el AOC de la Aviación Civil de Irán. En ese momento, la aerolínea alquiló tres Tupolev Tu-154M de las compañías de alquiler de aviones rusas, devolviendo los aviones búlgaros anteriormente alquilados. La compañía también alquiló dos Yakovlev Yak-42D de Rusia. A finales de 1992 la compañía estuvo a punto de declarar la bancarrota, y gran parte de la directiva fue reemplazada x un nuevo equipo directivo, la mayoría del cual sigue aun al frente de la compañía. En 1999 Kish Air tenía un fuerte poder financiero, por ello decidió retirar su flota alquilada y adquirir los aviones, siendo capaz en menos de un año de operar tres Tu-154, dos de ellos alquilados sin tripulaciones y uno propiedad de la operadora.

## Destinos
Kish Air opera vuelos a los siguientes destinos:
| Países     | Destinos     | Aeropuertos                              | Notas |
| ---------- | ------------ | ---------------------------------------- | ----- |
| EAU        | Dubái        | Aeropuerto Internacional de Dubái        |       |
| Irak       | Náyaf        | Aeropuerto Internacional de Nayaf        |       |
| Irán       | Abadán       | Aeropuerto de Abadán                     |       |
| Irán       | Ahvaz        | Aeropuerto Internacional de Ahvaz        |       |
| Irán       | Asaluyeh     | Aeropuerto de Asaluyeh                   |       |
| Irán       | Bandar Abbás | Aeropuerto Internacional de Bandar Abbás |       |
| Irán       | Chabahar     | Aeropuerto de Chabahar                   |       |
| Irán       | Gorgán       | Aeropuerto de Gorgán                     |       |
| Irán       | Isfahán      | Aeropuerto Internacional de Isfahán      |       |
| Irán       | Kish         | Aeropuerto Internacional de Kish         | HUB   |
| Irán       | Lamerd       | Aeropuerto de Lamerd                     |       |
| Irán       | Mashhad      | Aeropuerto Internacional de Mashhad      | HUB   |
| Irán       | Qeshm        | Aeropuerto de Qeshm                      |       |
| Irán       | Rasht        | Aeropuerto de Rasht                      |       |
| Irán       | Sarí         | Aeropuerto de Sarí-Dasht-e Naz           |       |
| Irán       | Shiraz       | Aeropuerto Internacional de Shiraz       |       |
| Irán       | Tabriz       | Aeropuerto Internacional de Tabriz       |       |
| Irán       | Teherán      | Aeropuerto Internacional de Mehrabad     | HUB   |
| Irán       | Teherán      | Aeropuerto Internacional Imán Jomeiní    | HUB   |
| Irán       | Yazd         | Aeropuerto de Yazd                       |       |
| Irán       | Zahedán      | Aeropuerto de Zahedán                    |       |
| Kazajistán | Aktau        | Aeropuerto Internacional de Aktau        |       |
| Kazajistán | Almaty       | Aeropuerto Internacional de Almaty       |       |
| Omán       | Mascate      | Aeropuerto Internacional de Mascate      |       |
| Turquía    | Estambul     | Aeropuerto de Estambul                   |       |

## Flota
En la actualidad, la flota de Kish Air incluye las siguientes aeronaves:
| Aeronaves               | En servicio | Pedidos | Estacionados | Pasajeros                                          | Pasajeros                                          | Pasajeros                                          | Matrículas                                         | Antigüedad                                         | Notas                                              |
| Aeronaves               | En servicio | Pedidos | Estacionados | C                                                  | Y                                                  | Total                                              | Matrículas                                         | Antigüedad                                         | Notas                                              |
| ----------------------- | ----------- | ------- | ------------ | -------------------------------------------------- | -------------------------------------------------- | -------------------------------------------------- | -------------------------------------------------- | -------------------------------------------------- | -------------------------------------------------- |
| Airbus A321-200         | 1           | —       | 1            | 28                                                 | 142                                                | 170                                                | EP-LCS                                             | 18,6 años                                          | Estacionado en IKA desde 2018                      |
| Airbus A321-200         | 1           | —       | 1            | 28                                                 | 142                                                | 170                                                | EP-LCT                                             | 18,6 años                                          |                                                    |
| Fokker 100              | 1           | —       | —            | —                                                  | 100                                                | 100                                                | EP-LCQ                                             | 30,4 años                                          |                                                    |
| McDonnell Douglas MD-82 | 5           | —       | —            | 20                                                 | 129                                                | 149                                                | EP-LCJ                                             | 31,3 años                                          |                                                    |
| McDonnell Douglas MD-82 | 5           | —       | —            | 20                                                 | 129                                                | 149                                                | EP-LCK                                             | 31,2 años                                          |                                                    |
| McDonnell Douglas MD-82 | 5           | —       | —            | 20                                                 | 129                                                | 149                                                | EP-LCM                                             | 31 años                                            |                                                    |
| McDonnell Douglas MD-82 | 5           | —       | —            | 20                                                 | 129                                                | 149                                                | EP-LCL                                             | 30,5 años                                          |                                                    |
| McDonnell Douglas MD-82 | 5           | —       | —            | 20                                                 | 129                                                | 149                                                | EP-LED                                             | 30,1 años                                          |                                                    |
| McDonnell Douglas MD-83 | 1           | —       | 1            | —                                                  | 156                                                | 156                                                | EP-LCN                                             | 38 años                                            | Estacionado en THR desde 2025                      |
| McDonnell Douglas MD-83 | 1           | —       | 1            | —                                                  | 156                                                | 156                                                | EP-LCO                                             | 34,4 años                                          |                                                    |
| Total                   | 8           | —       | 2            | Edad media de la flota (julio de 2025): 29,4 años. | Edad media de la flota (julio de 2025): 29,4 años. | Edad media de la flota (julio de 2025): 29,4 años. | Edad media de la flota (julio de 2025): 29,4 años. | Edad media de la flota (julio de 2025): 29,4 años. | Edad media de la flota (julio de 2025): 29,4 años. |

### Flota histórica
| Aeronaves       | Total | Introducido | Retirado | Matrículas |
| --------------- | ----- | ----------- | -------- | --- |
| Antonov An-24   | 3     | 1993        | 1994     | YR-AMZ, YR-AMR y YR-AMX |
| Airbus A320-200 | 2     | 2016        | 2018     | JY-JAT y JY-JAU (arrendados a Jordan Aviation) |
| Boeing 737-500  | 1     | 2017        | 2019     | UR-CQS |
| Fokker 50       | 7     | 2001        | 2012     | EP-LBV, EP-LCA, EP-LCB, EP-LCC, EP-LCE, EP-LCF y EP-LCG |
| Ilyushin Il-18  | 1     | 1993        | 1993     | YR-IMZ |
| Túpolev Tu-154  | 22    | 1992        | 2006     | EP-LBF, EP-LBF* (rrg. EP-LBM), EP-LBE (rrg. EP-LBL), EP-LBN, EP-LBI, EP-LBC (rrg. EP-LBN), LZ-LCV, EP-LBD, EP-LBX, EP-LBL, EP-LBR, EP-LAO, EP-LAU, EP-LAP (rrg. EP-LAT), EP-LAQ, EP-LAV, EP-LBS, RA-85722, EP-LAI, EP-LAX (rrg. EP-LBH), RA-85746 (rrg. EP-LAD) y EP-LAZ |
| Yakovlev Yak-40 | 3     | 1997        | 2002     | EP-LBB, EP-LBK y EP-LBA |
| Yakovlev Yak-42 | 4     | 1993        | 2002     | EP-LBT, RA-42425 (rrg. EP-LAH), EP-LAN, EP-LAE (rrg. EP-LAM) |

## Accidentes e incidentes
- El 19 de septiembre de 1995, el Vuelo 707 de Kish Air fue secuestrado por uno de los tripulantes de cabina de pasajeros y aterrizó en Israel, donde el secuestrador fue arrestado.
- El 10 de febrero de 2004, el Vuelo 7170 de Kish Air, operado por un Fokker 27, se estrelló en el Aeropuerto Internacional de Sharjah muriendo 43 personas que iban a bordo. Tres sobrevivieron pero con heridas muy graves. La causa del accidente fue que las hélices se pusieron en modo reversa mientras el avión estaba en vuelo.[5]